# Eubryopterella
Eubryopterella là một chi bướm đêm thuộc họ Erebidae.